# Nadia Mohamed
Nadia Mohamed, née vers 1996 en Somalie, est une femme politique américaine. Elle est maire de Saint Louis Park dans le Minnesota depuis 2024. Cette élection fait d'elle la première maire noire de la ville en 170 ans, la première maire américaine d'origine somalienne du Minnesota, première maire musulmane de la ville et la deuxième maire somalienne connue de l'histoire des États-Unis.

## Origines et formation
Nadia Mohamed naît vers 1996. Sa famille et elle immigrent à Saint Louis Park lorsqu’elle a 10 ans. Elle fréquente l'école la ville et obtient son diplôme à Saint Louis Park High. Elle est titulaire d'une licence en ressources humaines et travaille actuellement sur sa maîtrise en leadership éducatif,.

## Parcours politique
En 2019, elle est élue au conseil municipal de Saint Louis Park. Elle prend ses fonctions à seulement 23 ans, devenant ainsi la plus jeune personne à avoir jamais siégé au conseil de cette ville,.
Le 7 novembre 2023, à l'âge de 27 ans, elle est élue maire de la ville et devient à la fois la première maire noire, première maire somalienne et première maire musulmane de la ville Saint Louis Park,. Elle prend ses fonctions le 2 janvier 2024.